# Maison Parat
La maison Parat est une maison construite entre 1480 et 1500 située à Vesoul, dans le département de la Haute-Saône.

## Localisation
Le bâtiment se trouve 18 place de l'Église, en face de la façade principale de l'église Saint-Georges, dans le centre historique de Vesoul.

## Histoire et architecture
La maison Parat fut édifiée à la fin du XVe siècle,

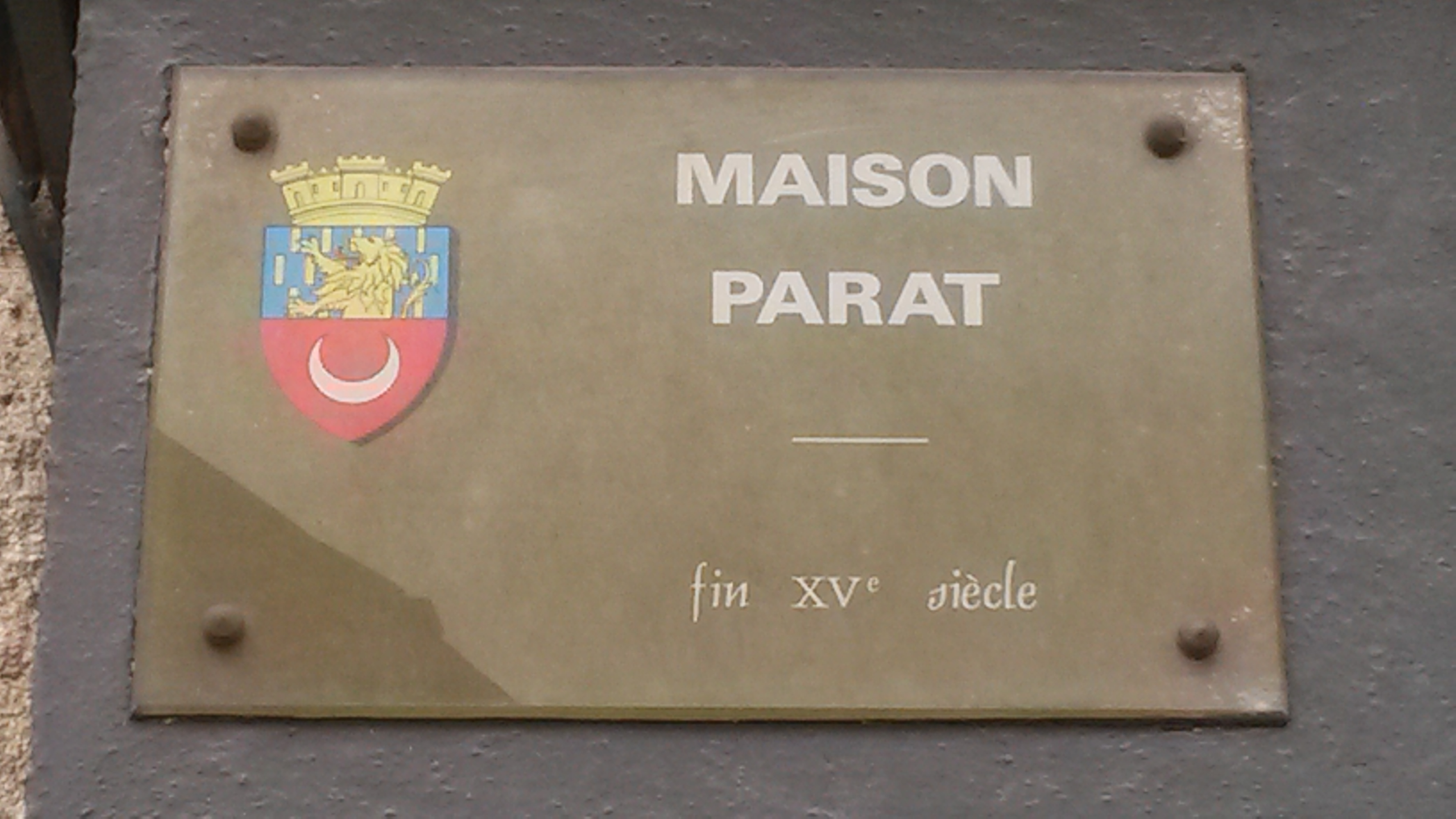
Plaque sur l'édifice

On retrouve sur l'édifice des éléments d'architecture communs aux maisons vésuliennes tels que des fenêtres à meneaux et des sculptures ornementales sur la porte-cochère,.
Une plaque a été installée par la municipalité sur sa façade.